# Мастовски рејон
Мастовски рејон или Мостовски рејон (блр. Мастоўскі раён; рус. Мостовский район) административна је јединица другог нивоа у западном делу Гродњенске области у Републици Белорусији. 
Административни центар рејона је град Масти.

## Географија
Мастовски рејон обухвата територију површине 1.342,04 км² и на 12. је месту по површини међу рејонима Гродњенске области. Ограничен је са 6 других рејона Гродњенске области. На северозападу је Гродњенски, на северу Шчучински, на истоку Дзјатлавски, те Зељвански и Вавкавски рејони на југу, док је на југозападу Бераставички рејон.
Рељефом рејона доминира доста густа речна мрежа реке Њемен и њених притока Шчаре, Сипе, Зељвјанке, Роса и Јељње. Око 80% територије лежи на надморским висинама до 120 метара, а највиша тачка је на коти 167.
Клима је умереноконтинентална са јануарским просеком од -5,1 °C, јулска око +18 °C. Просечна годишња сума падавина је око 540 мм, а дужина вегетационог периода 198 дана. Око трећина територије рејона је под шумама. 

## Историја
Рејон је првобитно успостављен 15. јануара 1940. и постојао је све до 25. децембра 1962. када је привремено укинут. Поново је успостављен 6. јануара 1965. године.

## Демографија
Према резултатима пописа из 2009. на том подручју стално је било насељено 33.883 становника или у просеку 25,26 ст/км².
| 1959.  | 1970.  | 1979.  | 1989.  | 1999.  | 2009.  |
| ------ | ------ | ------ | ------ | ------ | ------ |
| 52.935 | 51.341 | 46.039 | 42.003 | 41.491 | 33.883 |

Основу популације чине Белоруси (74,74%), Пољаци (18,69%), Руси (5,14%) и остали (1,43%).
Административно рејон је подељен на подручје града Масти који је уједно и административни центар рејона и на 13 сеоских општина. На територији рејона постоје укупно 154 насељена места.

## Саобраћај
Преко територије рејона пролазе железнице на релацији Лида—Масти—Вавкависк и Гродно—Масти, те друмски правци Шчучин—Масти—Вавкависк, Масти—Слоним и Масти—Гродно.